# Гуам на летних Олимпийских играх 2000
Гуам принимал участие в Летних Олимпийских играх 2000 года в Сиднее (Австралия) в четвёртый раз за свою историю, но не завоевал ни одной медали. Сборную страны представляло семь спортсменов (в том числе - две женщины), принимавшие участие в соревнованиях по велоспорту, лёгкой атлетике, парусному спорту, плаванию и тяжёлой атлетике.

## Велоспорт
Спортсменов − 2

### Шоссейный велоспорт
Мужчины
| Спортсмен    | Гонка           | Время          | Место |
| ------------ | --------------- | -------------- | ----- |
| Джази Гарсия | Групповая гонка | не финишировал | -     |

### Маунтинбайк
Мужчины
| Спортсмен    | Гонка        | Время          | Место |
| ------------ | ------------ | -------------- | ----- |
| Дерек Хортон | Кросс-кантри | не финишировал | -     |

## Лёгкая атлетика
Спортсменов — 2
Мужчины
| Спортсмен    | Вид  | Забег     | Забег | Четвертьфинал | Четвертьфинал | Полуфинал | Полуфинал | Финал     | Финал     |
| Спортсмен    | Вид  | Результат | Место | Результат     | Место         | Результат | Место     | Результат | Место     |
| ------------ | ---- | --------- | ----- | ------------- | ------------- | --------- | --------- | --------- | --------- |
| Филам Гарсия | 100м | 11,21     | 9     | Не прошёл     | Не прошёл     | Не прошёл | Не прошёл | Не прошёл | Не прошёл |

Женщины
| Ронда Дэвидсон-Элли | Марафон | 3:13.58 | 44 |

## Парусный спорт
Спортсменов — 1
Мужчины
| Класс | Спортсмен    | Гонка | Гонка | Гонка | Гонка | Гонка | Гонка | Гонка | Гонка | Гонка | Гонка | Гонка | Результат | Место |
| Класс | Спортсмен    | 1     | 2     | 3     | 4     | 5     | 6     | 7     | 8     | 9     | 10    | 11    | Результат | Место |
| ----- | ------------ | ----- | ----- | ----- | ----- | ----- | ----- | ----- | ----- | ----- | ----- | ----- | --------- | ----- |
| Лазер | Брэтт Чиверс | 31    | 33    | 40    | 36    | 24    | 39    | н.ст. | н.ст. | н.ст. | н.ст. | н.ст. | 335       | 41    |

## Плавание
Спортсменов — 1
Мужчины
| Спортсмен      | Вид             | Заплыв    | Заплыв | Полуфинал | Полуфинал | Финал     | Финал     |
| Спортсмен      | Вид             | Результат | Место  | Результат | Место     | Результат |           |
| -------------- | --------------- | --------- | ------ | --------- | --------- | --------- | --------- |
| Дэниэл О'Киффи | 100м баттерфляй | 56,05     | 45     | Не прошёл | Не прошёл | Не прошёл | Не прошёл |

## Тяжёлая атлетика
Спортсменов — 1
Женщины
| Спортсмен            | Категория | Масса | Рывок | Рывок | Рывок | Толчок | Толчок | Толчок | Всего | Место |
| Спортсмен            | Категория | Масса | 1     | 2     | 3     | 1      | 2      | 3      | Всего | Место |
| -------------------- | --------- | ----- | ----- | ----- | ----- | ------ | ------ | ------ | ----- | ----- |
| Мелисса Линн Фейеран | 58 кг     | 57,80 | 50    | 55    | 57.5  | 70     | 75     | 77.5   | 132,5 | 15    |